# Ángel Javier Hernández Pindado
Ángel Pindado (Àvila, 24 d'abril de 1979) és un futbolista castellanolleonès, que ocupa la posició de porter.

## Trajectòria esportiva
Després de destacar a l'Águilas CF i al Granada CF, el 2001 recala al filial de l'Atlètic de Madrid. La temporada 02/03 debuta a Segona Divisió amb el Getafe CF, amb qui és titular. Marxa a la lliga belga, i a la tornada juga amb l'Albacete Balompié a primera divisió, encara que només hi suma un encontre amb els manxecs.
L'estiu del 2005 recala a la UD Las Palmas, amb qui ha disputat tres campanyes a la Segona Divisió, sent només titular la temporada 06/07.